# 아게촌 (아키타현)
아게촌(阿気村)은 아키타현 히라카군에 설치되었던 촌이다. 현재의 요코테시 북서부에 해당한다.

## 역사
- 1889년 4월 1일 - 정촌제 시행에 의해 근세 이후의 아게촌이 단독으로 자치체를 형성하였다.
- 1955년 4월 1일 - 다네모리촌과 합병해 다이유촌이 성립해, 동일 아게촌이 폐지되었다